# よだかの片想い
『よだかの片想い』は、島本理生による日本の恋愛小説。月刊小説誌『小説すばる』（集英社）2012年9月号から11月号まで連載されたのち、2013年4月26日に刊行された。なお、2015年9月18日に文庫化された。
顔に痣があるために普通の恋ができない大学院生の女性と、ルポルタージュ本の映画化がきっかけに、友人の手招きにより出会った映画監督の恋愛模様を描く。
2022年に映画版が公開された他、2024年4月には同作を再編集したテレビドラマ版がメ〜テレで順次放送。

## 登場人物
アイコ
大学院生。顔に痣を持ち、世間に対して居心地の悪さを感じている。
飛坂逢太
映画監督。アイコについて記したルポルタージュ本の映画化作品の監督を務める。

## 書誌情報
- 島本理生『よだかの片想い』
  - 単行本：2013年4月26日発売、集英社、ISBN 978-4-08-771507-1
  - 文庫本：2015年9月18日発売、集英社文庫、ISBN 978-4-08-745361-4[3]

## 映画
「不器用に、でも一生懸命『今』を生きるヒロインたち」をそれぞれの視点で映画化するプロジェクト「(not) HEROINE movies（ノット・ヒロイン・ムービーズ）」の第2弾作品として映画化され、2022年9月16日に公開された。監督は安川有果、脚本は城定秀夫、主演は松井玲奈。
第34回東京国際映画祭「アジアの未来」部門選出作品。

### 製作
読書家であり、島本理生作品のファンを公言する松井にとって『よだかの片想い』は初めて触れた島本作品であり、もし映像化されるのであればアイコを演じたいと熱望していたという。そして今回その夢が実現したことに「敬愛する島本理生さんの作品の中でも特に思い入れのある作品なので、その作品の世界の中で生きられるなんてとても嬉しい」との喜びのコメントをしている。また原作愛が強いあまり、監督の安川が敢えて原作から割愛したセリフについて「なんでなくなってるんですか」と訴えて再び加えさせたという。
島本の原作を映画化するにあたり、安川はプロデューサーから「映画化が未定ながらもこの小説を読んでほしい」と言われて原作小説を読んだといい、「これまでの島本さんの小説とは違い、雰囲気のある、いい意味でライトな読み口が印象的であり、顔に痣がありながらもそれを否定することなく懸命に生きるアイコに惹かれた。もし映画化するのであれば、絶対に私以外の監督に渡ってほしくない」と感じたという。

### キャスト
- 前田アイコ：松井玲奈
- 飛坂逢太：中島歩[5][7]
- ミュウ先輩：藤井美菜[11]
- まりえ：織田梨沙[11]
- 城崎美和：手島実優[11]
- 原田：青木柚[11]
- 池田良
- 安達：三宅弘城[11]

### スタッフ
- 原作：島本理生『よだかの片想い』（集英社文庫刊）
- 監督：安川有果
- 脚本：城定秀夫
- 音楽：AMIKO
- 主題歌：角銅真実「夜だか」（ユニバーサル ミュージック｝[12]
- 製作：狩野隆也、松岡雄浩、宇田川寧、周防亮
- エグゼクティブプロデューサー：服部保彦
- プロデューサー：石川真吾、柴原祐一
- 企画協力：直井卓俊
- 撮影：趙聖來
- 照明：森紀博
- 録音：鈴木健太郎
- 美術：松本良二
- 装飾：土橋麻衣子
- 編集：野澤瞳
- 衣装：松本紗矢子
- ヘアメイク：内城千栄子
- キャスティング：伊藤尚哉
- 助監督：金田健
- ラインプロデューサー：島根淳
- 配給：ラビットハウス
- 宣伝：FINOR
- 製作プロダクション：ダブ
- 企画協力：Grick
- 製作幹事：メ〜テレ
- 製作：映画「よだかの片想い」製作委員会